# Данкард Тауншип (округ Грін, Пенсільванія)
Данкард Тауншип (англ. Dunkard Township) — селище (англ. township) в США, в окрузі Грін штату Пенсільванія. Населення — 2177 осіб (2020).

## Демографія
Згідно з переписом 2010 року, у селищі мешкали 2372 особи в 943 домогосподарствах у складі 655 родин. Було 1052 помешкання
Расовий склад населення:
| - 97,4 % — білих - 0,3 % — корінних американців - 0,2 % — чорних або афроамериканців - 0,1 % — азіатів |

До двох чи більше рас належало 1,7 %. Частка іспаномовних становила 1,1 % від усіх жителів.
За віковим діапазоном населення розподілялося таким чином: 21,9 % — особи молодші 18 років, 62,5 % — особи у віці 18—64 років, 15,6 % — особи у віці 65 років та старші. Медіана віку мешканця становила 41,6 року. На 100 осіб жіночої статі у селищі припадало 101,0 чоловіків;  на 100 жінок у віці від 18 років та старших — 99,1 чоловіків також старших 18 років.
Середній дохід на одне домашнє господарство  становив 57 751 долар США (медіана — 36 964), а середній дохід на одну сім'ю — 71 175 доларів (медіана — 54 773). За межею бідності перебувало 22,1 % осіб, у тому числі 25,0 % дітей у віці до 18 років та 23,9 % осіб у віці 65 років та старших.
Цивільне працевлаштоване населення становило 789 осіб. Основні галузі зайнятості: освіта, охорона здоров'я та соціальна допомога — 24,3 %, сільське господарство, лісництво, риболовля — 15,6 %, роздрібна торгівля — 9,5 %, виробництво — 8,0 %.